# Шенкман, Стив Борисович
Стив Борисович Шенкман (7 января 1933 — 11 сентября 2001, Москва) — советский и российский спортивный журналист, писатель, пропагандист здорового образа жизни, исследователь методик оздоровления организма. Переводчик книг П. Брэгга.

## Биография
В начале карьеры работал в газете «Советский спорт», в дальнейшем сотрудничал с журналами «Лёгкая атлетика» и «Физкультура и спорт», был главным редактором и создателем журнала «Будь здоров».
Автор многократно переиздававшейся книги «Мы — мужчины», один из основных героев которой — профессор К. Ф. Никитин, создатель особой системы оздоровления.
Похоронен на Донском кладбище Москвы.

## Семья
- Родители — Борис Борисович Шенкман (1904—1948), уроженец Овруча, и Ревекка Яковлевна Шенкман (1903—1994).
- Дядя — Мордух (Матвей) Борисович Шенкман (1899—1942), директор Воронежского авиационного завода № 18, руководил созданием самолёта Ил-2.
- Супруга — Наталья Яковлевна Керлер (1933—2008), преподаватель английского языка, племянница поэта Иосифа Керлера, двоюродная сестра лингвиста и поэта Дов-Бера Керлера.
  - Сыновья — Борис Стивович Шенкман (род. 1957), доктор биологических наук; Ян Стивович Шенкман (род. 1973), журналист, прозаик и поэт.

## Книги
- Лицом к людям (с В. В. Мальковым). М.: Госюриздат, 1961. — 30 с.
- ...Восемь, девять, аут! М.: Физкультура и спорт, 1965; 2-е издание — М.: Физкультура и спорт, 1988. — 128 с.
- Последний круг (П. Г. Болотников, С. Б. Шенкман). М.: Молодая гвардия, 1975. — 207 с.
- Наш друг — бег. 2-е издание — М.: Физкультура и спорт, 1976. — 144 с.
- Мы — мужчины. М.: Физкультира и спорт, 1977. — 175 с.; М.: Физкультура и спорт, 1980. — 223 с.; Кемерово: Книжное издательство, 1982. — 271 с.; Ташкент: Медицина, 1984. — 223 с.; Свердловск: Среднеуральское книжное издательство, 1985. — 285 с.; на армянском языке — Ереван: Айастан, 1985. — 309 с.; на латышском языке — Рига: Авотс, 1985. — 196 с.; на молдавском языке — Кишинёв: Картя молдовеняскэ, 1986. — 229 с.; на литовском языке — Вильнюс: Мокслас, 1986 и 1989. — 222 с.; на украинском языке — Киев: Здоровья, 1987. — 182 с.; на вьетнамском языке — М.: Мир, Ханой: Физкультура и спорт, 1987. — 268 с.; 6-е издание — М.: Физкультура и спорт, 1988. — 228 с.; на азербайджанском языке — Баку: Ишыг, 1988. — 249 с.; на эстонском языке — Таллинн: Валгус, 1989. — 197 с.; М.: Будь здоров, 1998. — 271 с.
- Лёгкая атлетика. М.: Физкультура и спорт, 1979. — 72 с.
- Незабываемые раунды: бокс на олимпиадах (с А. И. Киселёвым).  М.: Физкультура и спорт, 1979.
- Ние мъжете. София: Медицина и физкултура, 1980. — 208 с.
- Кака здоровье, сильный пол? М.: Знание, 1984. — 63 с.
- Спорт против спирта (на литовском языке). — Вильнюс: Минтис, 1986. — 31 с.
- Искусство быть здоровым. В 3-х книгах. М.: Физкультура и спорт, 1987, 1990.
- Не сломай свою судьбу. Свердловск: Среднеуральское книжное издательство, 1988. — 190 с.
- Сам себе лекарь. М.: Физкультура и спорт, 1992. — 224 с.
- Феномен Кашпировского. М.: Яхтсмен, 1992. — 112 с.
- Господин Р. и Я. М.: Будь здоров, 2001. — 112 с.
- Можно ли жить без очков? Методика исправления зрения. М.: Физкультура и спорт, 2008. — 16 с.

Избранные статьи
- Стив Шенкман. Девочка-амфибия // "Физкультура и спорт" (Москва), N°11, 1974, с. 36-37; (статья об опыте И.Б. Чарковского)